# Thecla fessa
Thecla fessa är en fjärilsart som beskrevs av Heinrich Benno Möschler 1883. Thecla fessa ingår i släktet Thecla och familjen juvelvingar. Inga underarter finns listade i Catalogue of Life.